# Krašići (Tivat)
Pour les articles homonymes, voir Krašići.
Krašići (en serbe cyrillique : Крашићи) est un village du sud-ouest du Monténégro, dans la municipalité de Tivat.

## Démographie

### Évolution historique de la population
| 1948 | 1953 | 1961 | 1971 | 1981 | 1991 | 2003 |
| ---- | ---- | ---- | ---- | ---- | ---- | ---- |
| 94   | 87   | 94   | 91   | 87   | 114  | 151  |